# Grand Prix Emilii-Romanii 2024
Grand Prix Emilii-Romanii 2024, oficjalnie Formula 1 MSC Cruises Gran Premio del Made in Italy e Dell'Emilia-Romagna 2024 – siódma runda Mistrzostw Świata Formuły 1 w sezonie 2024. Grand Prix odbyło się w dniach 17–19 maja 2024 na torze Autodromo Enzo e Dino Ferrari w Imoli. Wyścig z pole position wygrał Max Verstappen (Red Bull Racing), a na podium stanęli kolejno Lando Norris (McLaren) i Charles Leclerc (Ferrari). Verstappen podczas tego weekendu zdobył ósme pole position do Grand Prix z rzędu czym wyrównał rekord Ayrtona Senny z 1989 roku.

## Lista startowa
Oliver Bearman zastąpił Kevina Magnussena w zespole Haas podczas pierwszego treningu.
Na niebieskim tle kierowcy biorący udział jedynie w piątkowych treningach.
| Nr          | Kierowca         | Zespół                        | Samochód                          | Silnik              | Opony |
| ----------- | ---------------- | ----------------------------- | --------------------------------- | ------------------- | ----- |
| 1           | Max Verstappen   | Oracle Red Bull Racing        | Red Bull RB20                     | Honda RBPTH002      | P     |
| 2           | Logan Sargeant   | Williams Racing               | Williams FW46                     | Mercedes-AMG F1 M15 | P     |
| 3           | Daniel Ricciardo | Visa Cash App RB F1 Team      | RB VCARB 01                       | Honda RBPTH002      | P     |
| 4           | Lando Norris     | McLaren Formula 1 Team        | McLaren MCL38                     | Mercedes-AMG F1 M15 | P     |
| 10          | Pierre Gasly     | BWT Alpine F1 Team            | Alpine A524                       | Renault E-Tech RE24 | P     |
| 11          | Sergio Pérez     | Oracle Red Bull Racing        | Red Bull RB20                     | Honda RBPTH002      | P     |
| 14          | Fernando Alonso  | Aston Martin Aramco F1 Team   | Aston Martin AMR24                | Mercedes-AMG F1 M15 | P     |
| 16          | Charles Leclerc  | Scuderia Ferrari HP           | Ferrari SF-24                     | Ferrari 066/12      | P     |
| 18          | Lance Stroll     | Aston Martin Aramco F1 Team   | Aston Martin AMR24                | Mercedes-AMG F1 M15 | P     |
| 20          | Kevin Magnussen  | MoneyGram Haas F1 Team        | Haas VF-24                        | Ferrari 066/10      | P     |
| 22          | Yūki Tsunoda     | Visa Cash App RB F1 Team      | RB VCARB 01                       | Honda RBPTH002      | P     |
| 23          | Alexander Albon  | Williams Racing               | Williams FW46                     | Mercedes-AMG F1 M15 | P     |
| 24          | Zhou Guanyu      | Stake F1 Team Kick Sauber     | Kick Sauber C44                   | Ferrari 066/12      | P     |
| 27          | Nico Hülkenberg  | MoneyGram Haas F1 Team        | Haas VF-24                        | Ferrari 066/10      | P     |
| 31          | Esteban Ocon     | BWT Alpine F1 Team            | Alpine A524                       | Renault E-Tech RE24 | P     |
| 44          | Lewis Hamilton   | Mercedes-AMG PETRONAS F1 Team | Mercedes-AMG F1 W15 E Performance | Mercedes-AMG F1 M15 | P     |
| 50          | Oliver Bearman   | MoneyGram Haas F1 Team        | Haas VF-24                        | Ferrari 066/10      | P     |
| 55          | Carlos Sainz Jr. | Scuderia Ferrari HP           | Ferrari SF-24                     | Ferrari 066/12      | P     |
| 63          | George Russell   | Mercedes-AMG PETRONAS F1 Team | Mercedes-AMG F1 W15 E Performance | Mercedes-AMG F1 M15 | P     |
| 77          | Valtteri Bottas  | Stake F1 Team Kick Sauber     | Kick Sauber C44                   | Ferrari 066/12      | P     |
| 81          | Oscar Piastri    | McLaren Formula 1 Team        | McLaren MCL38                     | Mercedes-AMG F1 M15 | P     |
| Źródło: FIA |                  |                               |                                   |                     |       |

## Wyniki

### Najlepsze czasy sesji treningowych
| Sesja       | Nr | Kierowca        | Konstruktor      | Czas     | Okr. |
| ----------- | -- | --------------- | ---------------- | -------- | ---- |
| 1           | 16 | Charles Leclerc | Ferrari          | 1:16,990 | 30   |
| 2           | 16 | Charles Leclerc | Ferrari          | 1:15,906 | 29   |
| 3           | 81 | Oscar Piastri   | McLaren-Mercedes | 1:15,529 | 15   |
| Źródło: FIA |    |                 |                  |          |      |

### Kwalifikacje
| P                    | Nr | Kierowca         | Konstruktor                  | Czasy w kwalifikacjach | Czasy w kwalifikacjach | Czasy w kwalifikacjach | Poz. s. |
| P                    | Nr | Kierowca         | Konstruktor                  | Q1                     | Q2                     | Q3                     | Poz. s. |
| -------------------- | -- | ---------------- | ---------------------------- | ---------------------- | ---------------------- | ---------------------- | ------- |
| 1                    | 1  | Max Verstappen   | Red Bull Racing-Honda RBPT   | 1:15,762               | 1:15,176               | 1:14,746               | 1       |
| 2                    | 81 | Oscar Piastri    | McLaren-Mercedes             | 1:15,940               | 1:15,407               | 1:14,820               | 5       |
| 3                    | 4  | Lando Norris     | McLaren-Mercedes             | 1:15,915               | 1:15,371               | 1:14,837               | 2       |
| 4                    | 16 | Charles Leclerc  | Ferrari                      | 1:15,823               | 1:15,328               | 1:14,970               | 3       |
| 5                    | 55 | Carlos Sainz Jr. | Ferrari                      | 1:16,015               | 1:15,512               | 1:15,233               | 4       |
| 6                    | 63 | George Russell   | Mercedes                     | 1:16,107               | 1:15,671               | 1:15,234               | 6       |
| 7                    | 22 | Yūki Tsunoda     | RB-Honda RBPT                | 1:15,894               | 1:15,358               | 1:15,465               | 7       |
| 8                    | 44 | Lewis Hamilton   | Mercedes                     | 1:16,604               | 1:15,677               | 1:15,504               | 8       |
| 9                    | 3  | Daniel Ricciardo | RB-Honda RBPT                | 1:16,060               | 1:15,691               | 1:15,674               | 9       |
| 10                   | 27 | Nico Hülkenberg  | Haas-Ferrari                 | 1:15,841               | 1:15,569               | 1:15,980               | 10      |
| 11                   | 11 | Sergio Pérez     | Red Bull Racing-Honda RBPT   | 1:16,404               | 1:15,706               |                        | 11      |
| 12                   | 31 | Esteban Ocon     | Alpine-Renault               | 1:16,361               | 1:15,906               |                        | 12      |
| 13                   | 18 | Lance Stroll     | Aston Martin Aramco-Mercedes | 1:16,458               | 1:15,992               |                        | 13      |
| 14                   | 23 | Alexander Albon  | Williams-Mercedes            | 1:16,524               | 1:16,200               |                        | 14      |
| 15                   | 10 | Pierre Gasly     | Alpine-Renault               | 1:16,015               | 1:16,381               |                        | 15      |
| 16                   | 77 | Valtteri Bottas  | Kick Sauber-Ferrari          | 1:16,626               |                        |                        | 16      |
| 17                   | 24 | Zhou Guanyu      | Kick Sauber-Ferrari          | 1:16,834               |                        |                        | 17      |
| 18                   | 20 | Kevin Magnussen  | Haas-Ferrari                 | 1:16,854               |                        |                        | 18      |
| 19                   | 14 | Fernando Alonso  | Aston Martin Aramco-Mercedes | 1:16,917               |                        |                        | PL      |
| 107% czasu: 1:21,065 |    |                  |                              |                        |                        |                        |         |
| 20                   | 2  | Logan Sargeant   | Williams-Mercedes            | –                      |                        |                        | 19      |
| Źródło: FIA          |    |                  |                              |                        |                        |                        |         |

### Wyścig
| P           | Nr | Kierowca         | Konstruktor                  | Okr. | Czas             | Start | +/-       | Punkty |
| ----------- | -- | ---------------- | ---------------------------- | ---- | ---------------- | ----- | --------- | ------ |
| 1           | 1  | Max Verstappen   | Red Bull Racing-Honda RBPT   | 63   | 1:25:25,252      | 1     | Bez zmian | 25     |
| 2           | 4  | Lando Norris     | McLaren-Mercedes             | 63   | +0,725           | 2     | Bez zmian | 18     |
| 3           | 16 | Charles Leclerc  | Ferrari                      | 63   | +7,916           | 3     | Bez zmian | 15     |
| 4           | 81 | Oscar Piastri    | McLaren-Mercedes             | 63   | +14,132          | 5     | 1         | 12     |
| 5           | 55 | Carlos Sainz Jr. | Ferrari                      | 63   | +22,325          | 4     | 1         | 10     |
| 6           | 44 | Lewis Hamilton   | Mercedes                     | 63   | +35,104          | 8     | 2         | 8      |
| 7           | 63 | George Russell   | Mercedes                     | 63   | +47,154          | 6     | 1         | 6+1    |
| 8           | 11 | Sergio Pérez     | Red Bull Racing-Honda RBPT   | 63   | +54,776          | 11    | 3         | 4      |
| 9           | 18 | Lance Stroll     | Aston Martin Aramco-Mercedes | 63   | +79,556          | 13    | 4         | 2      |
| 10          | 22 | Yūki Tsunoda     | RB-Honda RBPT                | 62   | +1 okr.          | 7     | 3         | 1      |
| 11          | 27 | Nico Hülkenberg  | Haas-Ferrari                 | 62   | +1 okr.          | 10    | 1         |        |
| 12          | 20 | Kevin Magnussen  | Haas-Ferrari                 | 62   | +1 okr.          | 18    | 6         |        |
| 13          | 3  | Daniel Ricciardo | RB-Honda RBPT                | 62   | +1 okr.          | 9     | 4         |        |
| 14          | 31 | Esteban Ocon     | Alpine-Renault               | 62   | +1 okr.          | 12    | 2         |        |
| 15          | 24 | Zhou Guanyu      | Kick Sauber-Ferrari          | 62   | +1 okr.          | 17    | 2         |        |
| 16          | 10 | Pierre Gasly     | Alpine-Renault               | 62   | +1 okr.          | 15    | 1         |        |
| 17          | 2  | Logan Sargeant   | Williams-Mercedes            | 62   | +1 okr.          | 19    | 2         |        |
| 18          | 77 | Valtteri Bottas  | Kick Sauber-Ferrari          | 62   | +1 okr.          | 16    | 2         |        |
| 19          | 14 | Fernando Alonso  | Aston Martin Aramco-Mercedes | 62   | +1 okr.          | PL    | 1         |        |
| NS          | 23 | Alexander Albon  | Williams-Mercedes            | 51   | NU (wycofał się) | 14    |           |        |
| Źródło: FIA |    |                  |                              |      |                  |       |           |        |

#### Najszybsze okrążenie
| Nr          | Kierowca       | Konstruktor | Czas     | Okr. |
| ----------- | -------------- | ----------- | -------- | ---- |
| 63          | George Russell | Mercedes    | 1:18,589 | 54   |
| Źródło: FIA |                |             |          |      |

## Klasyfikacja po wyścigu

### Kierowcy
| P           | +/−       | Kierowca         | Zgł. | Punkty | P1 | P2 | P3 | PP | NO | NS | NU |
| ----------- | --------- | ---------------- | ---- | ------ | -- | -- | -- | -- | -- | -- | -- |
| 1           | Bez zmian | Max Verstappen   | 7    | 161    | 5  | 1  | –  | 7  | 2  | 1  | 1  |
| 2           | 1         | Charles Leclerc  | 7    | 113    | –  | 1  | 3  | –  | 2  | –  | –  |
| 3           | 1         | Sergio Pérez     | 7    | 107    | –  | 3  | 1  | –  | –  | –  | –  |
| 4           | Bez zmian | Lando Norris     | 7    | 101    | 1  | 2  | 1  | –  | –  | –  | –  |
| 5           | Bez zmian | Carlos Sainz Jr. | 6    | 93     | 1  | –  | 2  | –  | –  | –  | –  |
| 6           | Bez zmian | Oscar Piastri    | 7    | 53     | –  | –  | –  | –  | 1  | –  | –  |
| 7           | Bez zmian | George Russell   | 7    | 44     | –  | –  | –  | –  | 1  | –  | 1  |
| 8           | 1         | Lewis Hamilton   | 7    | 35     | –  | –  | –  | –  | –  | 1  | 1  |
| 9           | 1         | Fernando Alonso  | 7    | 33     | –  | –  | –  | –  | 1  | –  | –  |
| 10          | Bez zmian | Yūki Tsunoda     | 7    | 15     | –  | –  | –  | –  | –  | 1  | 1  |
| 11          | Bez zmian | Lance Stroll     | 7    | 11     | –  | –  | –  | –  | –  | 1  | 1  |
| 12          | Bez zmian | Oliver Bearman   | 1    | 6      | –  | –  | –  | –  | –  | –  | –  |
| 13          | Bez zmian | Nico Hülkenberg  | 7    | 6      | –  | –  | –  | –  | –  | –  | –  |
| 14          | Bez zmian | Daniel Ricciardo | 7    | 5      | –  | –  | –  | –  | –  | 2  | 2  |
| 15          | Bez zmian | Esteban Ocon     | 7    | 1      | –  | –  | –  | –  | –  | –  | –  |
| 16          | Bez zmian | Kevin Magnussen  | 7    | 1      | –  | –  | –  | –  | –  | –  | –  |
| 17          | Bez zmian | Alexander Albon  | 7    | 0      | –  | –  | –  | –  | –  | 2  | 2  |
| 18          | Bez zmian | Zhou Guanyu      | 7    | 0      | –  | –  | –  | –  | –  | 1  | 1  |
| 19          | Bez zmian | Pierre Gasly     | 7    | 0      | –  | –  | –  | –  | –  | 1  | 1  |
| 20          | Bez zmian | Valtteri Bottas  | 7    | 0      | –  | –  | –  | –  | –  | 1  | 1  |
| 21          | Bez zmian | Logan Sargeant   | 6    | 0      | –  | –  | –  | –  | –  | 1  | 1  |
| Źródło: FIA |           |                  |      |        |    |    |    |    |    |    |    |

### Konstruktorzy
| P           | +/-       | Konstruktor                  | Zgł. | Punkty | P1 | P2 | P3 | PP | NO | NS | NU |
| ----------- | --------- | ---------------------------- | ---- | ------ | -- | -- | -- | -- | -- | -- | -- |
| 1           | Bez zmian | Red Bull Racing-Honda RBPT   | 14   | 268    | 5  | 4  | 1  | 7  | 2  | 1  | 1  |
| 2           | Bez zmian | Ferrari                      | 14   | 212    | 1  | 1  | 5  | –  | 2  | –  | –  |
| 3           | Bez zmian | McLaren-Mercedes             | 14   | 154    | 1  | 2  | 1  | –  | 1  | –  | –  |
| 4           | Bez zmian | Mercedes                     | 14   | 79     | –  | –  | –  | –  | 1  | 1  | 2  |
| 5           | Bez zmian | Aston Martin Aramco-Mercedes | 14   | 44     | –  | –  | –  | –  | 1  | 1  | 1  |
| 6           | Bez zmian | RB-Honda RBPT                | 14   | 20     | –  | –  | –  | –  | –  | 3  | 3  |
| 7           | Bez zmian | Haas-Ferrari                 | 14   | 7      | –  | –  | –  | –  | –  | –  | –  |
| 8           | Bez zmian | Alpine-Renault               | 14   | 1      | –  | –  | –  | –  | –  | 1  | 1  |
| 9           | Bez zmian | Williams-Mercedes            | 13   | 0      | –  | –  | –  | –  | –  | 3  | 3  |
| 10          | Bez zmian | Kick Sauber-Ferrari          | 14   | 0      | –  | –  | –  | –  | –  | 2  | 2  |
| Źródło: FIA |           |                              |      |        |    |    |    |    |    |    |    |